# Słonaczek
Słonaczek, solowiec, kolczykowiec słonaczek, solankowiec (Artemia salina) – jajożyworodny, ciepłolubny skorupiak żyjący wyłącznie w wodach słonych. Występują liczne rasy geograficzne. Żyje w śródlądowych wodach słonych w strefie umiarkowanej i subtropikalnej (np. w limanach nad Morzem Czarnym). Ze względu na trudności z oznaczeniem gatunku, uważano, że masowo zamieszkuje również Wielkie Jezioro Słone, w stanie Utah, USA, jednak jest to inny gatunek, tj. Artemia franciscana. Jest to gatunek wyjątkowo euryhalinowy, tolerujący wody o różnym zasoleniu. Żyje i rozwija się w wodach o zasoleniu od 0‰ do 200‰, nawet do 30%, gdzie inne zwierzęta nie mają zdolności bytowania. Jaja tego skorupiaka odporne są na przesuszenie. U tego gatunku występuje partenogeneza. Na skutek zahamowania podziałów redukcyjnych występują osobniki diploidalne, triploidalne, tetraploidalne, pentaploidalne, a nawet oktoploidalne. W zależności od stopnia zasolenia wykazuje duże modyfikacje budowy Morfologia odwłoka i widełek zmienia się u populacji występujących w wodach o różnym zasoleniu, widełki u form zasiedlających wody mniej słone są dłuższe, w wodach bardziej zasolonych są krótsze.

## Pozostałe informacje
Skorupiak ten uznawany jest za jadalny. W formie wysuszonej spożywany był przez Indian. W akwarystyce naupliusy solowca używa się jako pokarmu dla narybku.
Slonaczek żyje także w tzw. salinach, z których po odparowaniu wody uzyskuje się sól.
Ten skorupiak jest jednym z głównych składników diety flaminga różowego, pośrednio odpowiedzialnym za różowe zabarwienie tego ptaka. Sam słonaczek nie ma wyraźnego zabarwienia co podnosi jego dostosowanie w kontekście zabezpieczenia przed zjedzeniem. Jednak po infekcji pasożytniczym tasiemcem Flamingolepis liguloides w jego ciele i funkcjonowaniu następują bardzo poważne zmiany:
- zmiana zabarwienia ciała w wyniku gromadzenia karotenoidów;
- gromadzenie się osobników w ławice dobrze widoczne sponad powierzchni wody;
- zaniechanie rozmnażania;
- wzmożone gromadzenie tłuszczu;

Celem tych zmian jest zjedzenie zainfekowanego tasiemcem słonaczka przez flaminga, w którym tasiemiec może zamknąć swój cykl życiowy. Grupy czerwonych słonaczków są łatwiejsze do wypatrzenia przez flamingi, a ich barwnik nie jest rozkładany przez metabolizm ptaka i kumuluje się w piórach.